# Cirque de Navacelles
Pour les articles homonymes, voir Navacelles (homonymie).
Le cirque de Navacelles est un cirque naturel de la partie méridionale des Grands Causses (sud du Massif central), en région Occitanie, dans le Sud de la France.
Il est formé par un méandre recoupé de la rivière la Vis dans d'impressionnantes gorges entre le causse du Larzac au sud (Saint-Maurice-Navacelles, Hérault) et le causse de Blandas au nord (Blandas, Gard). Le hameau de Navacelles, partagé entre les deux communes et les deux départements, est implanté à proximité du point de recoupement du méandre marqué par une cascade.
Le cirque de Navacelles est classé depuis 1943. Le périmètre actuel du site classé a été défini par décret du 8 décembre 1983. Le syndicat mixte du Grand Site de Navacelles, dont le périmètre intègre le cirque de Navacelles, est adhérent au réseau des Grands Sites de France et a obtenu le label le 19 décembre 2016.

## Toponymie
La forme la plus ancienne connue du nom de Navacelles apparaît dans une charte du cartulaire de Gellone du Xe siècle : «... in villa, que vulgo dicitur Novacella... ». Les moines de l'abbaye de Saint-Guilhem-le-Désert ont été très actif à Navacelles pendant plusieurs siècles. Le nom du mas de Guilhou, un des quartiers de Navacelles, proviendrait de Saint-Guilhem.
Le XXe siècle a vu se généraliser l'orthographe Navacelles alors qu'auparavant c'était Navacelle qui prévalait après avoir été Nova Cella, Novacelle ou Noveselle.

## Géographie

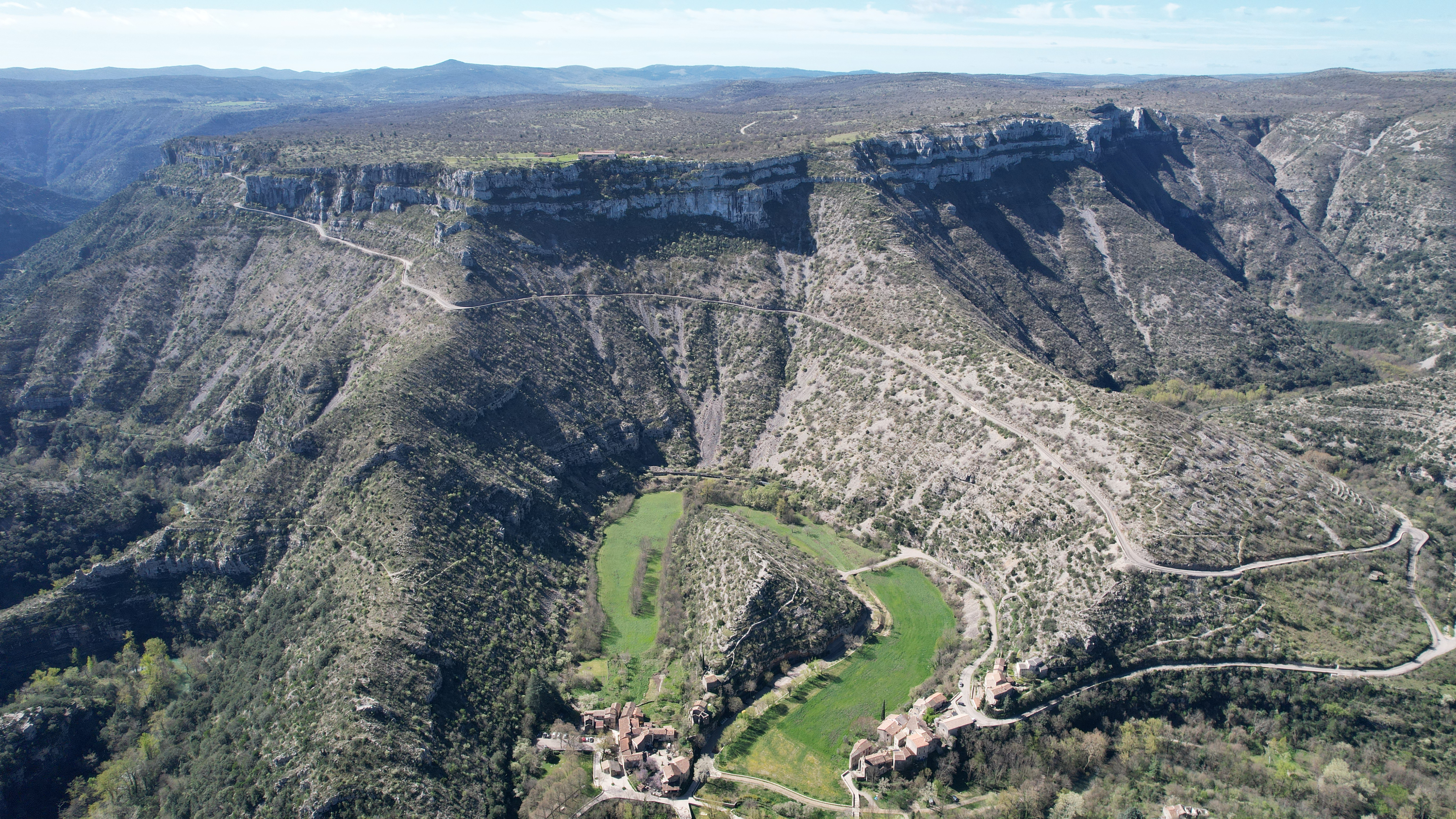
Vue aérienne du cirque de Navacelles.

### Accès
Les villes proches du cirque de Navacelles sont Le Vigan à 20 km, Ganges à 32 km et Lodève à 35 km. Il est accessible en voiture soit par le causse du Larzac au sud soit par le causse de Blandas au nord.
En venant du sud la route départementale 130 permet d'accéder au cirque de Navacelles par Saint-Maurice-Navacelles et le belvédère de la Baume Auriol. C'est l'accès privilégié puisqu'il raccorde le cirque de Navacelles à l'autoroute A75 avec  49 Le Caylar à 32 km et  52 Soubès à 31 km.
En venant du nord la route départementale 713 permet d'accéder au cirque de Navacelles par Blandas et le belvédère de Blandas. Cet accès est moins fréquenté bien qu'il raccorde le cirque de Navacelles à l'autoroute A75 avec  48 L'Hospitalet-du-Larzac à 32 km.

### Topographie
Le cirque est formé par la rive concave d'un vaste méandre coupé.

### Hydrographie
La Vis qui a formé le cirque de Navacelles resurgit à la foux de la Vis à 5 km en amont de la cascade. Elle est alimentée par un bassin versant de 198 km2 formé par le bassin en amont de la perte à Alzon, le causse de Blandas, le causse de Campestre et le Larzac méridional. Le débit instantané maximal connu est de 245,0 m3/s le 24 novembre 2003, le débit mensuel minimal entre 2002 et 2012 a quant à lui été relevé en septembre 2011 avec 1,470 m3/s. La moyenne inter annuelle du débit entre 2002 et 2012 est de 5,34 m3/s.
Néanmoins le débit de la Vis à Navacelles peut être sensiblement différent de ce qu'il est à la résurgence à quelques kilomètres en amont. La déviation d'une partie de l'eau de la rivière dans un canal d'alimentation de la centrale hydroélectrique de Madières située à 12 km en aval de Navacelles modifie les données. Depuis le 20 novembre 2012 la centrale EDF a redémarré après un arrêt de 4 ans. En période de fonctionnement, le débit réservé en aval de la déviation est fixé à 700 l/s en été et 500 l/s le reste de l’année. L'eau captée qui ne franchit pas la cascade à Navacelles contourne le méandre du cirque dans un canal.
La nature de la Vis à Navacelles apparaît encore plus spectaculairement lors de crues ou d'assèchements. Les crues, effrayantes dans les gorges, offrent un paysage exceptionnel à Navacelles où la rivière peut envahir le méandre abandonné. L'assèchement à la résurgence ne se produit que très rarement. On conserve dans le pays le souvenir des arrêts de la Vis. La rivière resta sèche pendant 24 heures en 1890, pendant deux heures en 1922, pendant 8 heures en 1927 et pendant 6 heures en 1961.

### Géomorphologie

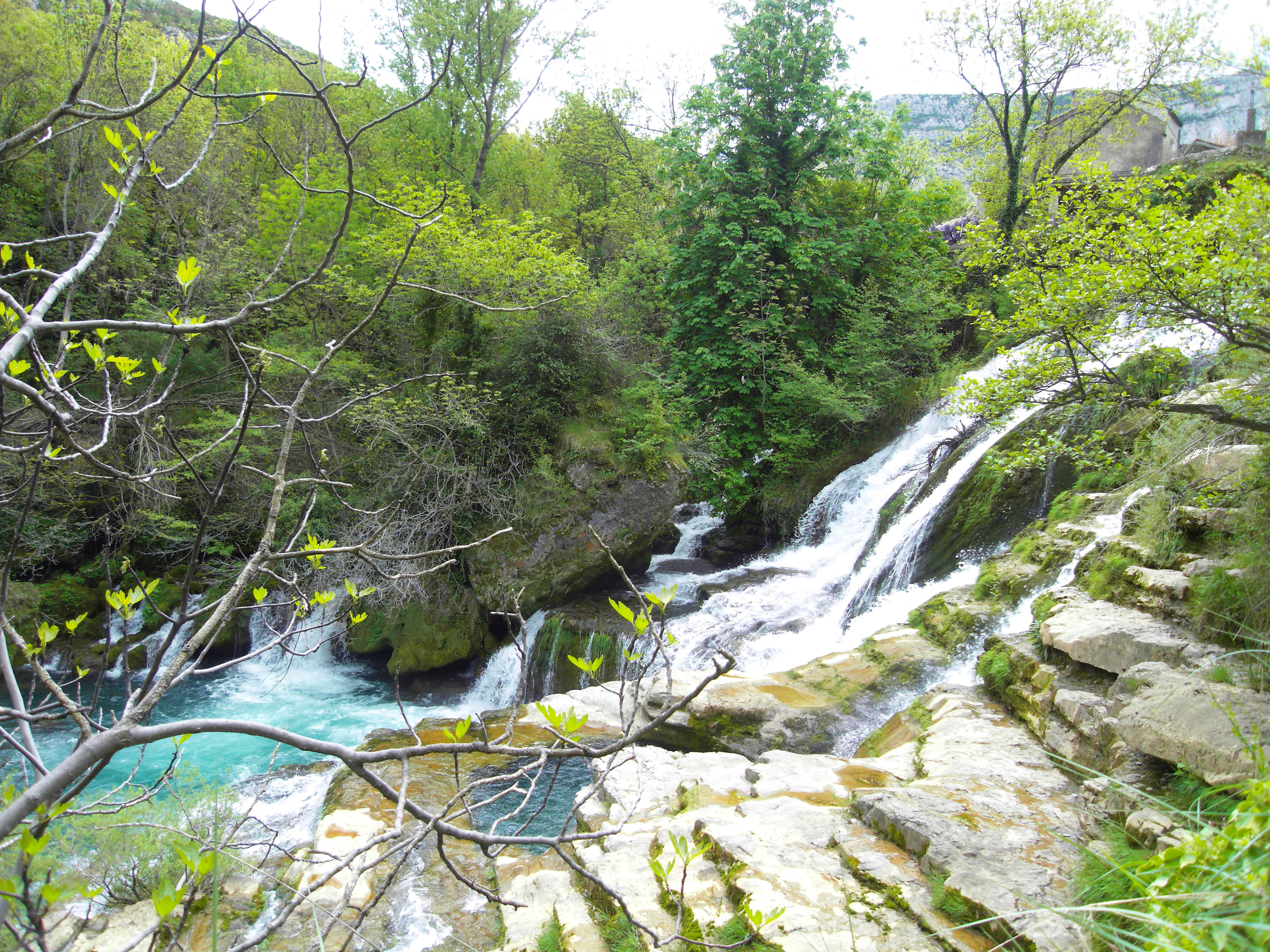
Cascade sur la Vis au point de recoupement du méandre.

#### Formation des causses et des gorges de la Vis
La roche calcaire constitutive des causses et des gorges provient de dépôts marins du Jurassique (-190 à -150 millions d'années) emmagasinés par du carbonate de calcium. Le calcaire alterne avec des dolomies et des marnes qui se sont aussi formées lorsque du magnésium ou de l'argile se sont joints au carbonate de calcium. Au Néogène (-3 millions d'années), le plateau sorti des eaux a été fracturé par des mouvements tectoniques créant de nombreuses failles. Le cours de la Vis emprunte une direction nord-ouest - sud-est à partir de la confluence avec la Virenque jusque Madières. Durant le Pléistocène (-2 millions d'années), des méandres se sont formés sur cette portion plate où les eaux circulent lentement. Certains méandres ont par la suite été recoupés comme ceux de Vissec, celui de Cérizières en aval de la foux de la Vis et celui de Navacelles.

#### Formation du cirque de Navacelles
Le recoupement du méandre est le fait non moins d'un recoupement classique que d'une accumulation de tufs qui a exhaussé le lit de la Vis. Après le recoupement du méandre intervenu il y a environ 6 000 ans, les tufs se sont incisés sur une dizaine de mètres de profondeur en aval de Navacelles jusque Madières. Cette inversion du rôle de l'eau qui fait succéder une incision à une accumulation, phénomène rencontré aussi à Saint-Guilhem-le-Désert, est causée par le rôle de l'homme. La déforestation et la mise en culture du causse se sont accompagnés d'un accroissement du ruissellement aux dépens de l'infiltration. Il en découle d'une part une moindre dissolution d'où moins de bicarbonates à la résurgence de la Vis, et d'autre part l'accroissement du ruissellement gène la croissance des algues et des mousses nécessaires au dépôt des tufs. Cette agressivité mécanique et chimique en provoquant la réincision de la terrasse de tufs a fixé définitivement le recoupement du méandre de Navacelles.

### Climat
Le climat est assez complexe du fait de la situation particulière des lieux à la limite des influences méditerranéennes et atlantiques. Le cirque de Navacelles est protégé au nord-nord-ouest par la chaîne cévenole dominée par le massif de l'Aigoual, au sud-est par le massif de la Séranne dominé par le mont Saint-Baudille et le roc Blanc. Les précipitations ont un caractère méditerranéen et se manifestent régulièrement par des épisodes cévenols.
Le vent dominant est la bise venant du nord-est mais le marin, vent méditerranéen humide venant du sud-sud-est, a une grande importance. Le marin s'élève pour passer au-dessus du massif de la Séranne et, par effet de foehn, redescend chargé de vapeur d'eau. Au printemps et à l'automne il amène de fortes précipitations et peut être accompagné d'orages impressionnants dans les gorges de la Vis.

### Milieu naturel

#### Faune
Les inventaires naturalistes ont recensé 25 espèces d’oiseaux inscrites à l’annexe I de la Directive Oiseaux dans la zone de protection spéciale « Gorges de la Vis et cirque de Navacelles » parmi lesquelles on trouve 18 espèces nicheuses ou potentiellement nicheuses qui ont justifié la création de cette zone de protection. Ces espèces sont l'aigle royal dont un couple niche dans les falaises surplombant le cirque, le circaète Jean-le-Blanc, le faucon pèlerin, le grand-duc d’Europe, le busard Saint-Martin, le busard cendré, le vautour fauve, le vautour moine, le crave à bec rouge, l'œdicnème criard, le bruant ortolan, l'alouette lulu, la fauvette pitchou, le pipit rousseline, la pie-grièche écorcheur, le martin pêcheur, l'engoulevent d'Europe et le pic noir.

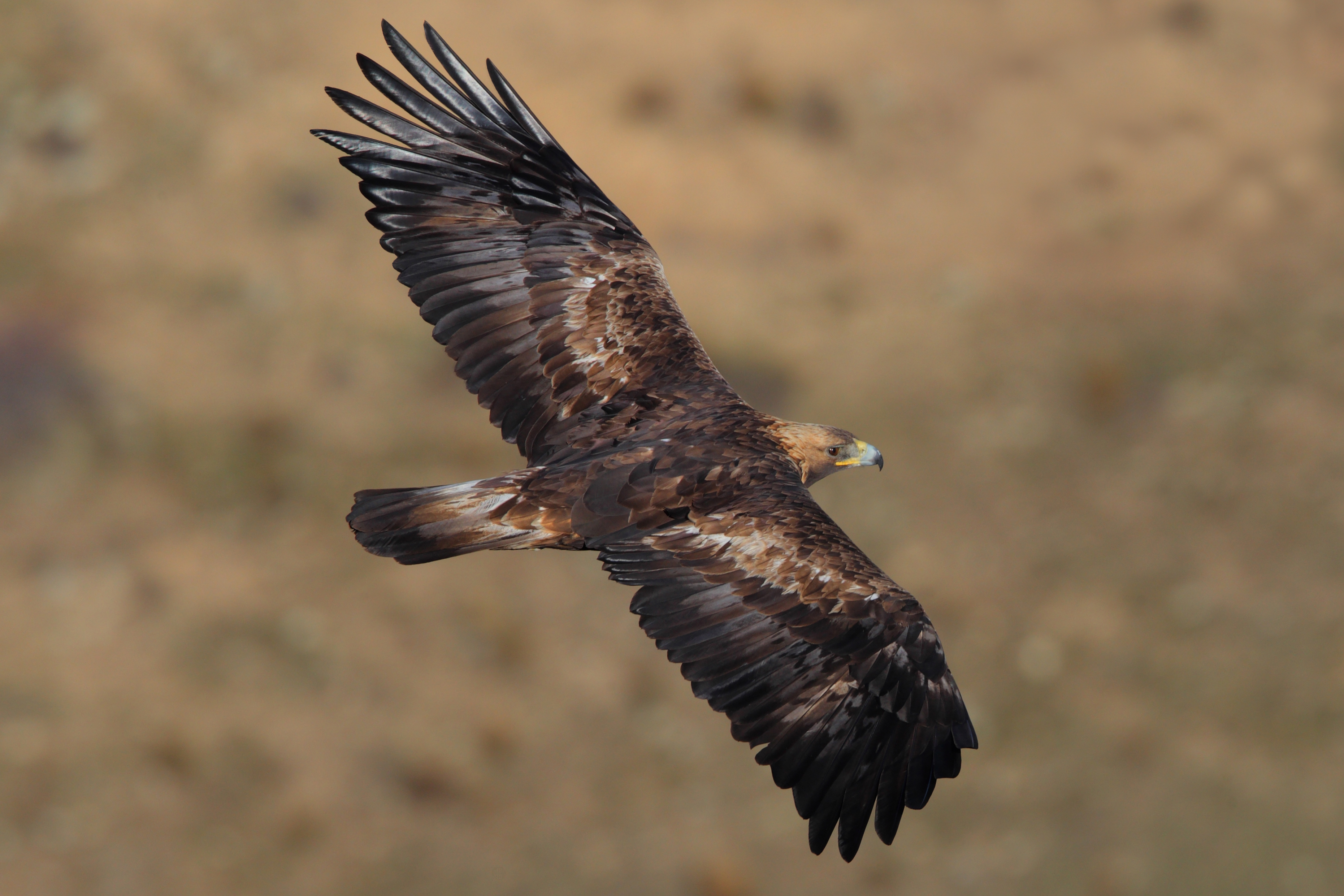
Un aigle royal.
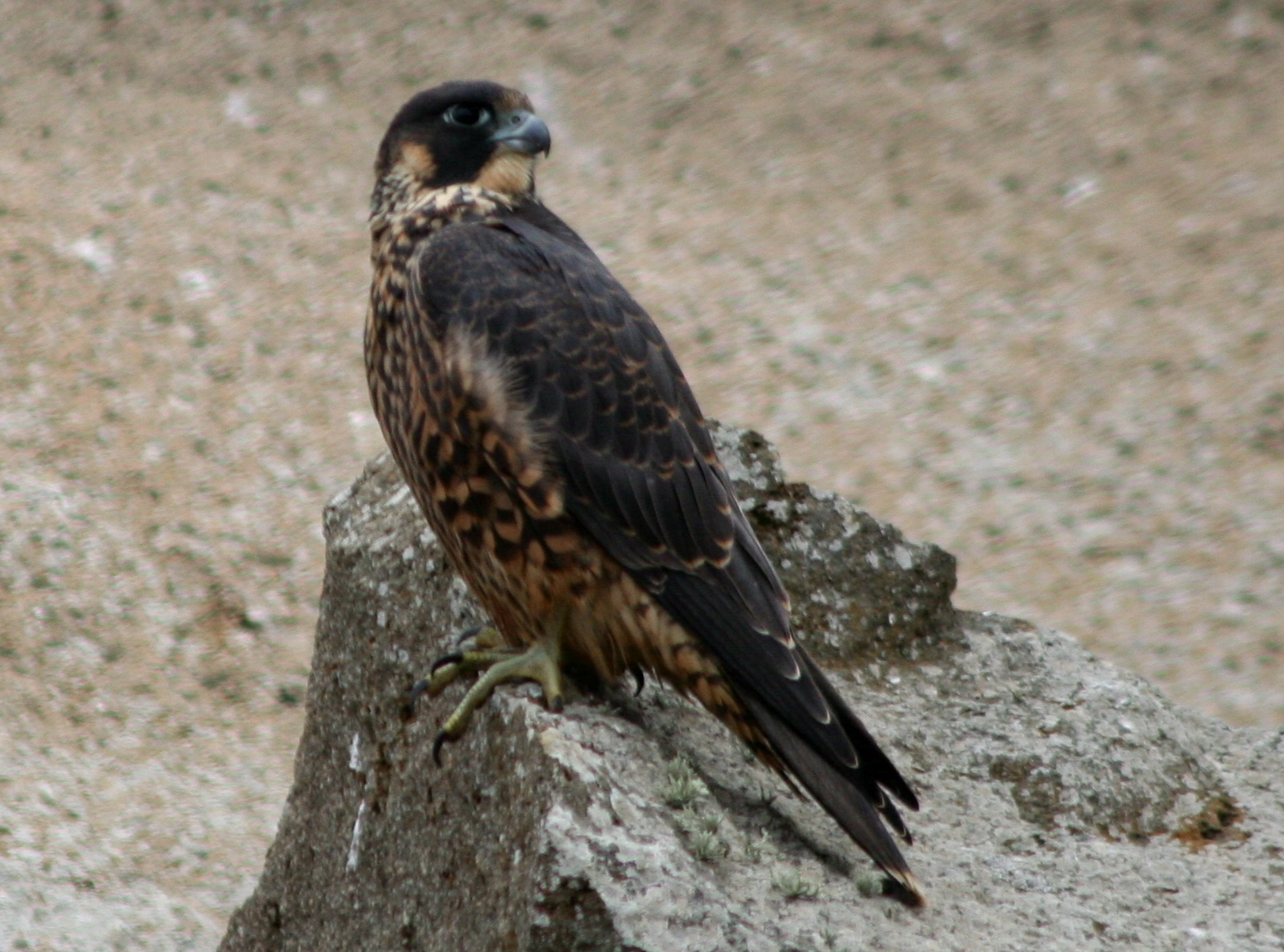
Un faucon pèlerin.
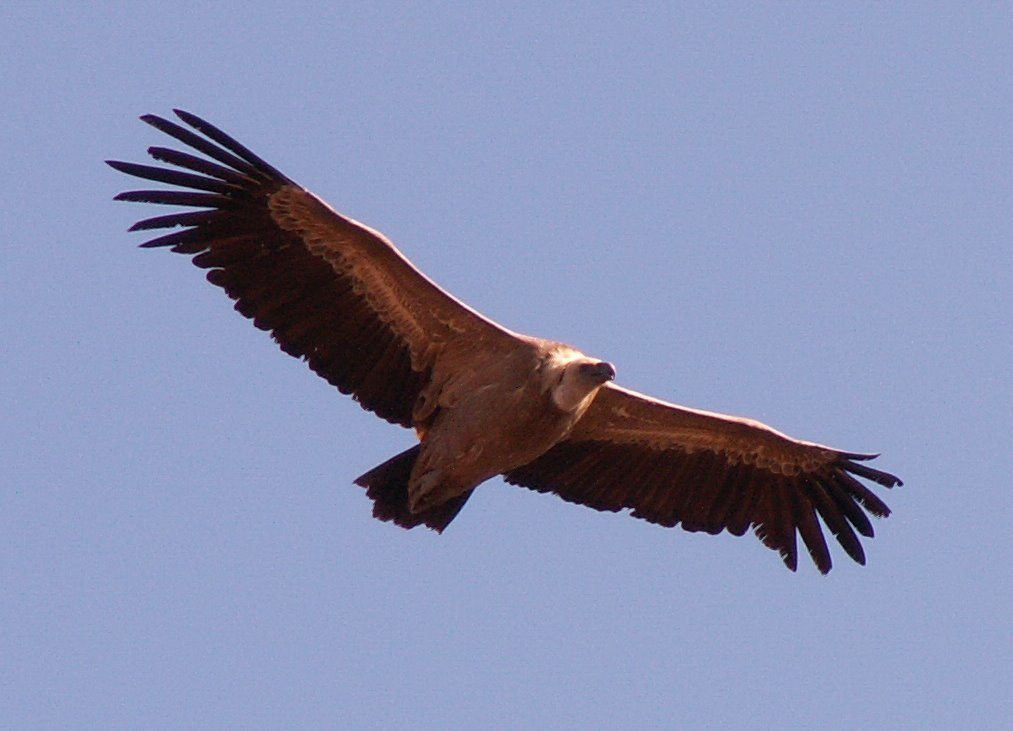
Un vautour fauve.

La zone spéciale de conservation « Gorges de la Vis et de la Virenque » est un site d'importance communautaire visant à maintenir ou à rétablir le bon état de conservation de  20 espèces de mammifères, de poissons et d'invertébrés visés à l'Annexe II de la directive 92/43/CEE du Conseil. Chez les mammifères figurent le grand rhinolophe (Rhinolophus ferrumequinum), le Petit rhinolophe (Rhinolophus hipposideros), le rhinolophe euryale (Rhinolophus euryale), la barbastelle d'Europe (Barbastella barbastellus), le murin à oreilles échancrée (Myotis emarginatus), le petit murin (Myotis blythii), le murin de Capaccini (Myotis capaccinii), la loutre d'Europe (Lutra lutra), le minioptère de Schreibers (Miniopterus schreibersii), comme poissons le barbeau méridional (Barbus meridionalis), le blageon (Telestes souffia), le chabot commun (Cottus gobio), comme invertébrés le lucane cerf-volant (Lucanus cervus), le grand capricorne (Cerambyx cerdo), la rosalie des Alpes (Rosalia alpina), l'écaille chinée (Euplagia quadripunctaria), le damier de la succise (Euphydryas aurinia), la laineuse du prunellier (Eriogaster catax), la cordulie à corps fin (Oxygastra curtisii) et la cordulie splendide (Macromia splendens). L'apollon (Parnassius apollo) et la diane (Zerynthia polyxena) sont aussi présents.

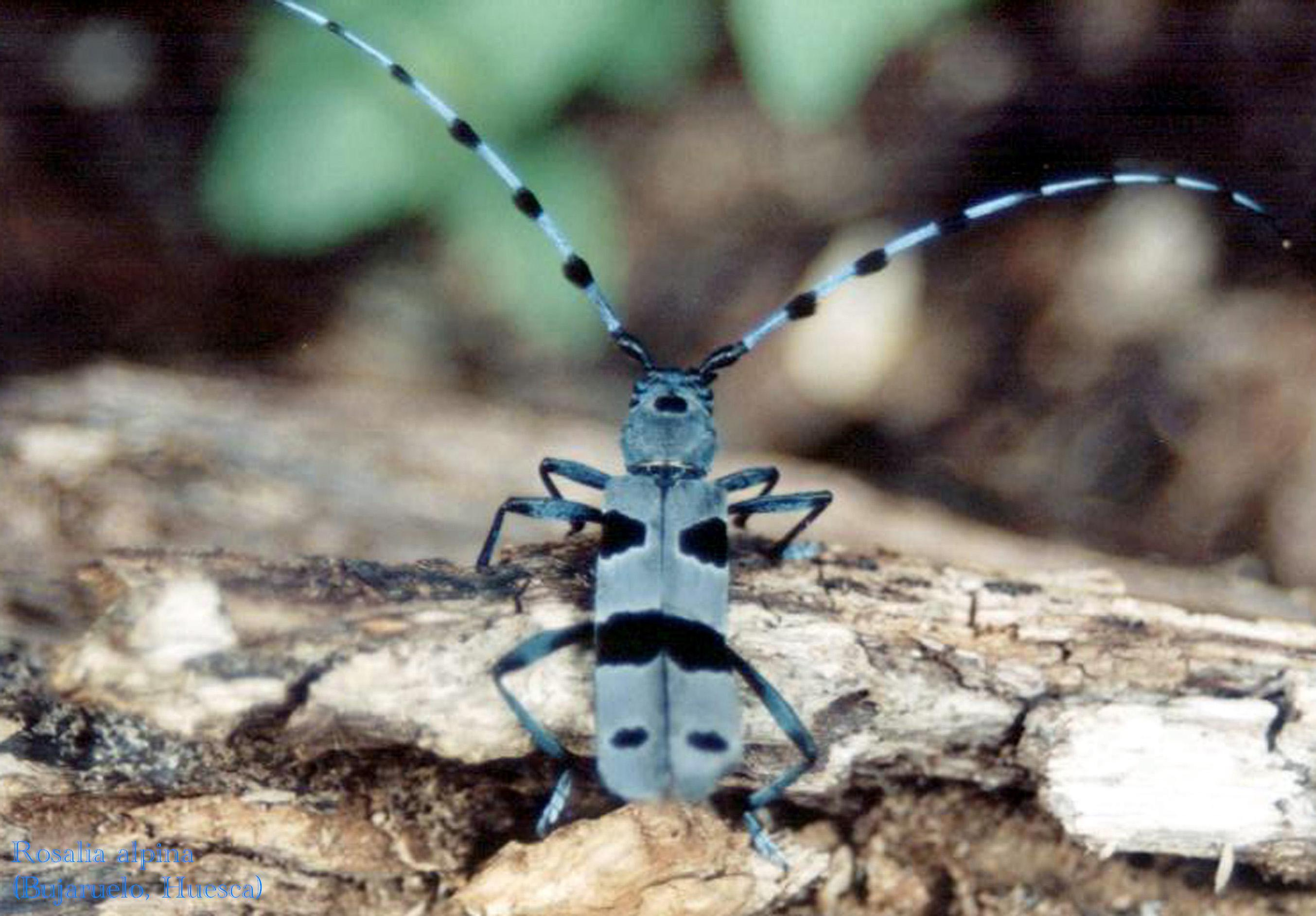
Une rosalie des Alpes.
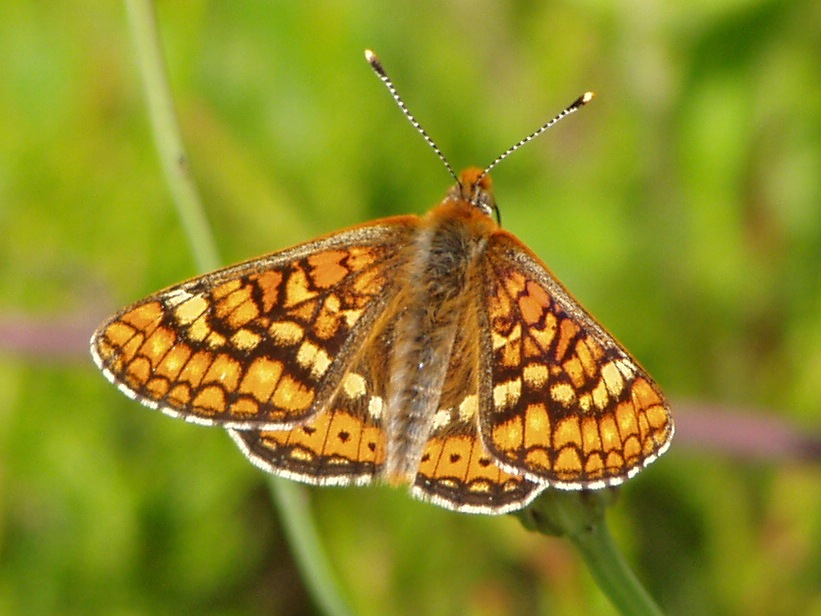
Un damier de la succise.
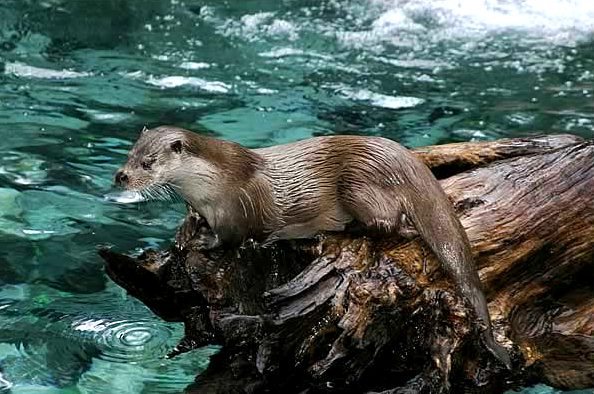
Une loutre d'Europe.

#### Flore
L'inventaire naturaliste de la ZNIEFF « Gorges de la Vis » a répertorié les espèces suivantes : l'orchis punaise (Anacamptis coriophora), l'arabette de printemps (Arabis verna), la sabline hérissée (Arenaria hispida), asplénium des fontaines (Asplenium fontanum), le centranthe de Lecoq (Centranthus lecoqii), le cynoglosse pustuleux (Cynoglossum pustulatum), l'euphorbe de Duval (Euphorbia duvalii), la gagée des prés (Gagea pratensis), la berce de Sibérie (Heracleum sibiricum), la julienne à feuilles laciniées (Hesperis laciniata), la capselle couchée (Hymenolobus procumbens), l'inule à feuilles de saule (Inula salicina), la marguerite à feuilles de graminées (Leucanthemum graminifolium), le mélampyre du Pays de Vaud (Melampyrum vaudense), le tabouret d'Occitanie (Noccaea caerulescens), la pivoine officinale (Paeonia officinalis), la raiponce de Charmeil (Phyteuma charmelii), la grassette à longues feuilles (Pinguicula longifolia), le millet verdâtre (Piptatherum virescens), le scorsonère d'Autriche (Scorzonera austriaca), sélaginelle denticulée (Selaginella denticulata),.

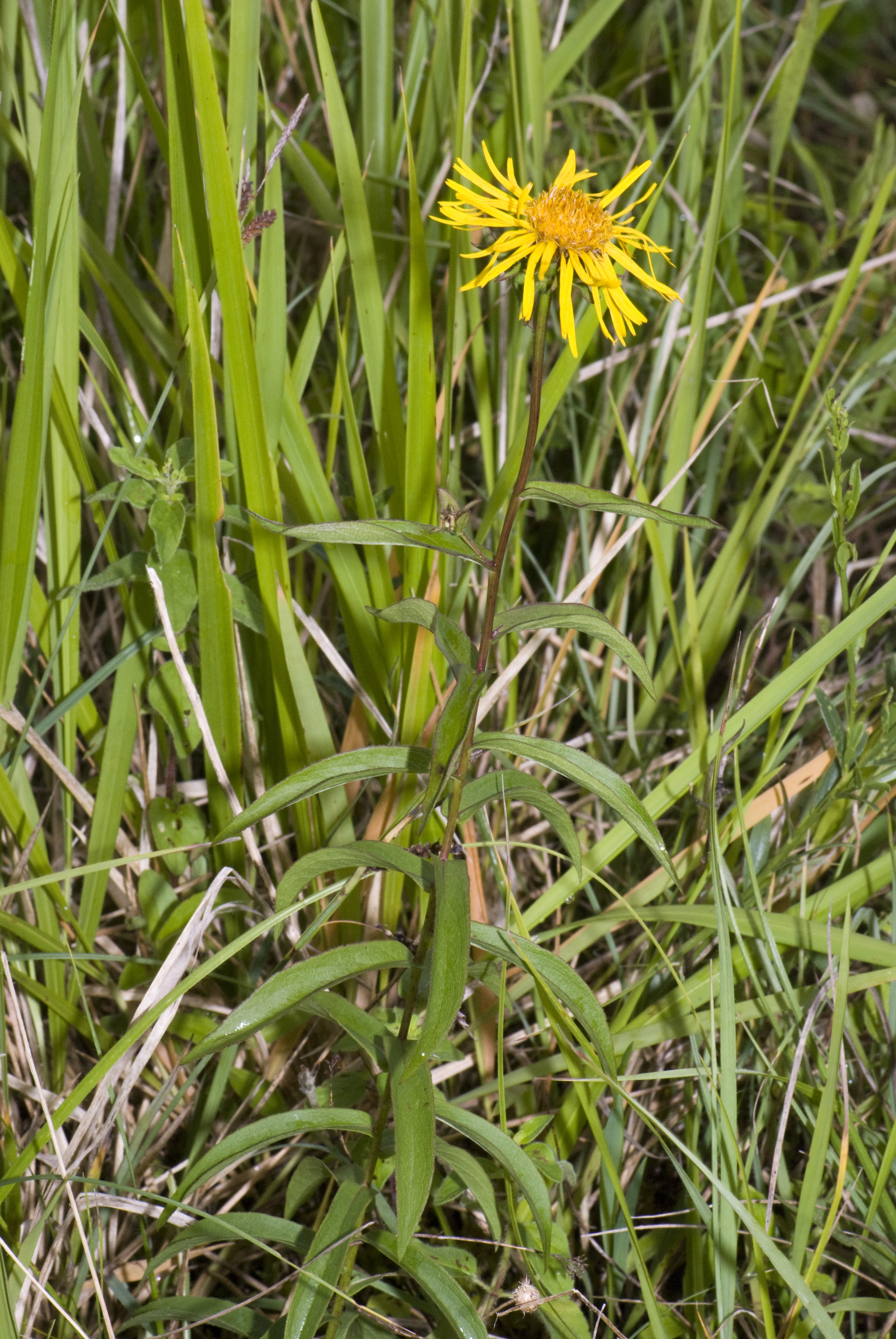
Inule à feuilles de saule.
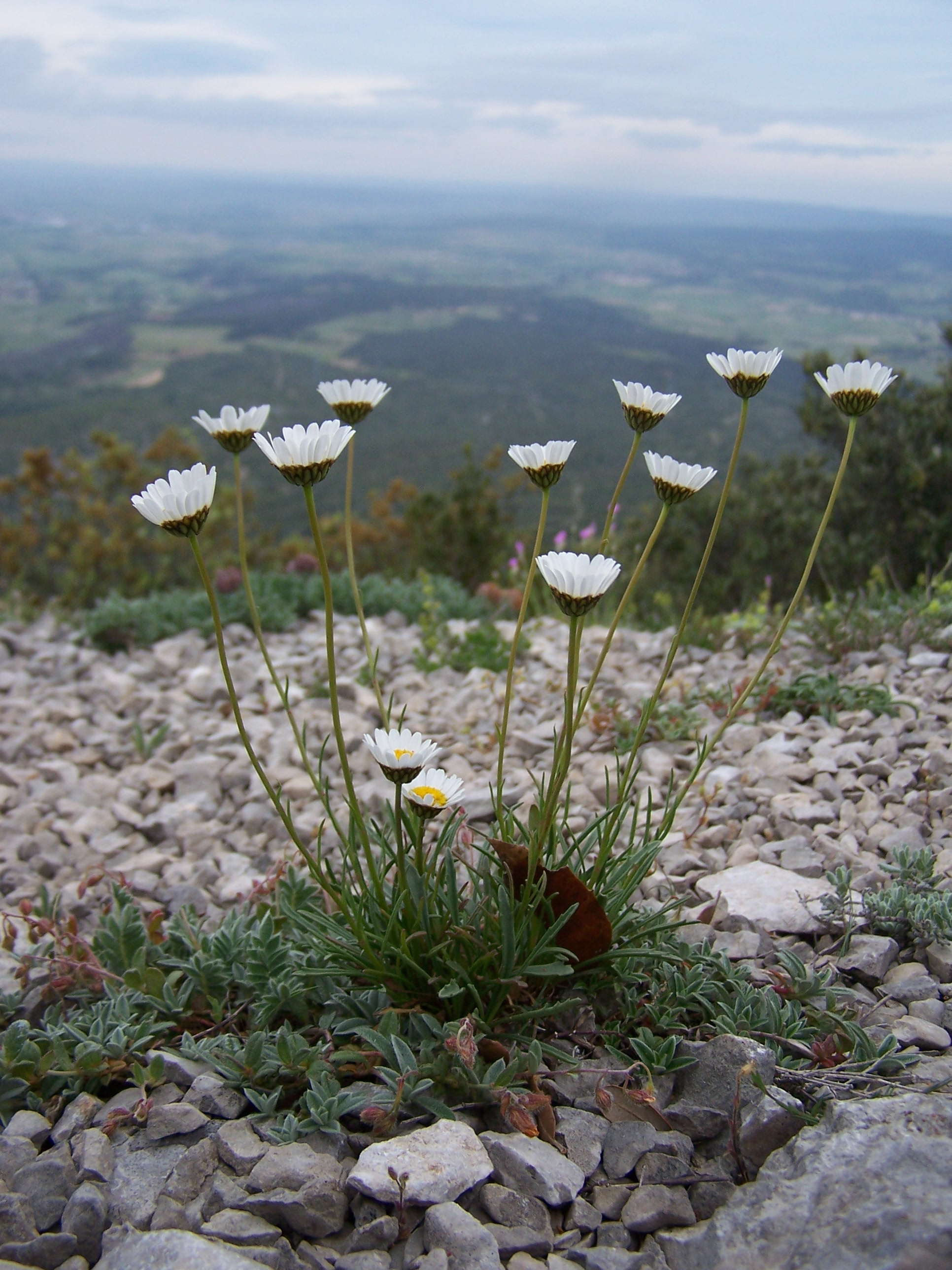
Marguerite à feuilles de graminées.
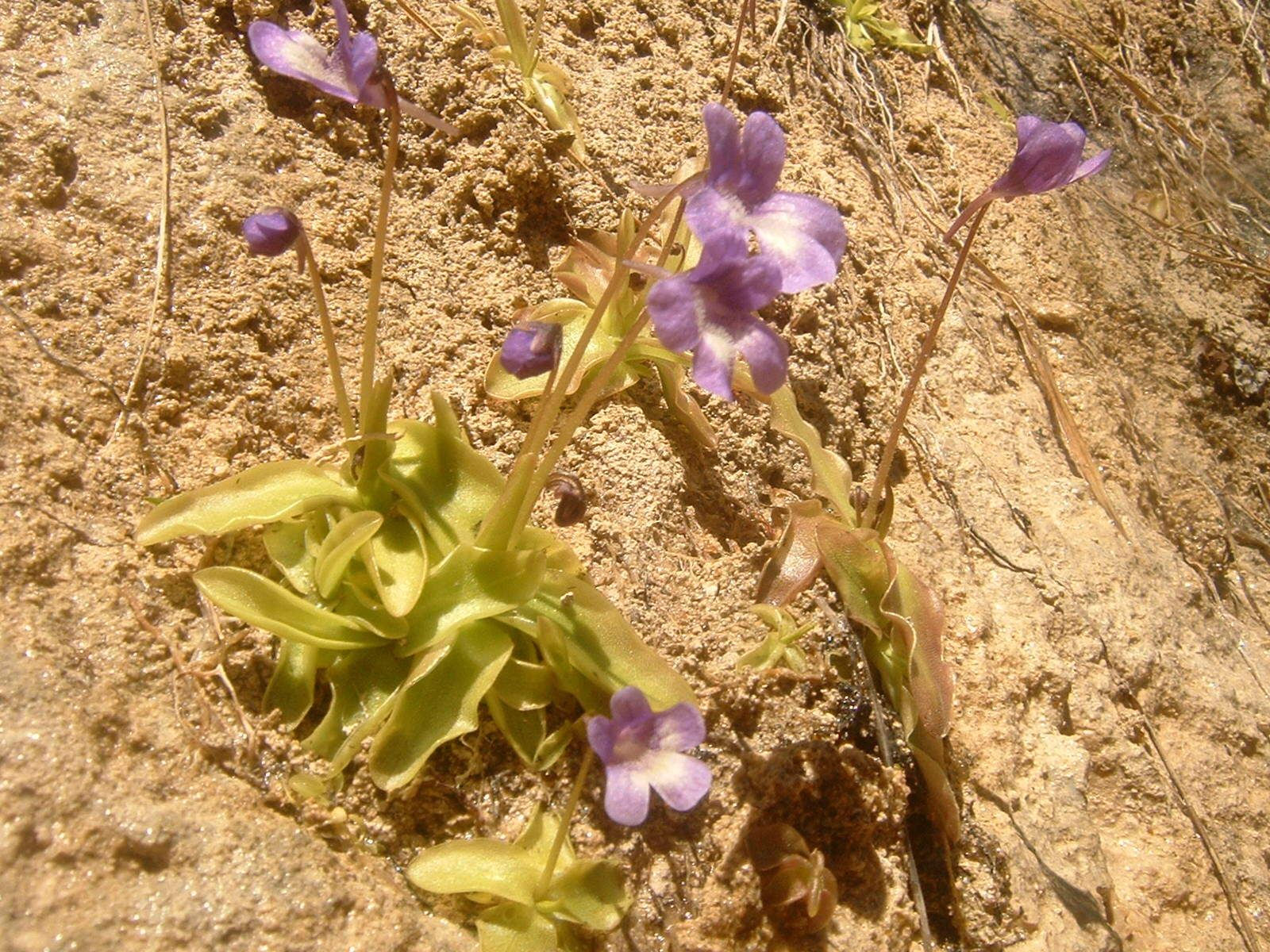
Grassette à longues feuilles.

### Population
La population dans le cirque de Navacelles vit dans des habitations qui se partagent entre cinq quartiers. En rive gauche de la Vis, les quartiers localement nommés Rochebelle et la Paro (ou la Parro) sont dans le département du Gard. Les trois quartiers en rive droite sont dans le département de l'Hérault. Le quartier primitif de Navacelles fut bâti autour du cloître dont il ne reste que l'abside d'une chapelle dans l'actuel cimetière. Le Mas de Guilhou est séparé de Navacelles par la prairie en lieu et place du méandre abandonné. Enfin le quartier parfois nommé « le Pigeonnier » domine la route accédant au village.
En 1643, 26 propriétaires dont 16 portaient le nom de Jourdan étaient inscrits sur le compoix au lieu de « Novesele ».
En 1845 Navacelles comptait 2 moulins à céréales, 6 truffeurs, 1 menuisier, 1 maréchal-ferrant, 1 cordonnier, 2 tourneurs sur bois, 2 chaufourniers, 5 écorceurs, 1 tondeur, 1 coiffeur, 3 brodeuses sur bas et 2 couturières.
Les habitants sont actuellement moins nombreux. Les autochtones ont laissé leurs maisons à une nouvelle population dont, parmi les habitants y vivant à l'année (environ 20 adultes), un peu moins de la moitié vivrait du tourisme[réf. nécessaire]
Le sobriquet « Lous gulars » désignait les habitants de Navacelles. Ils parlent fort pour couvrir le bruit de la chute d'eau.

## Histoire

### Préhistoire

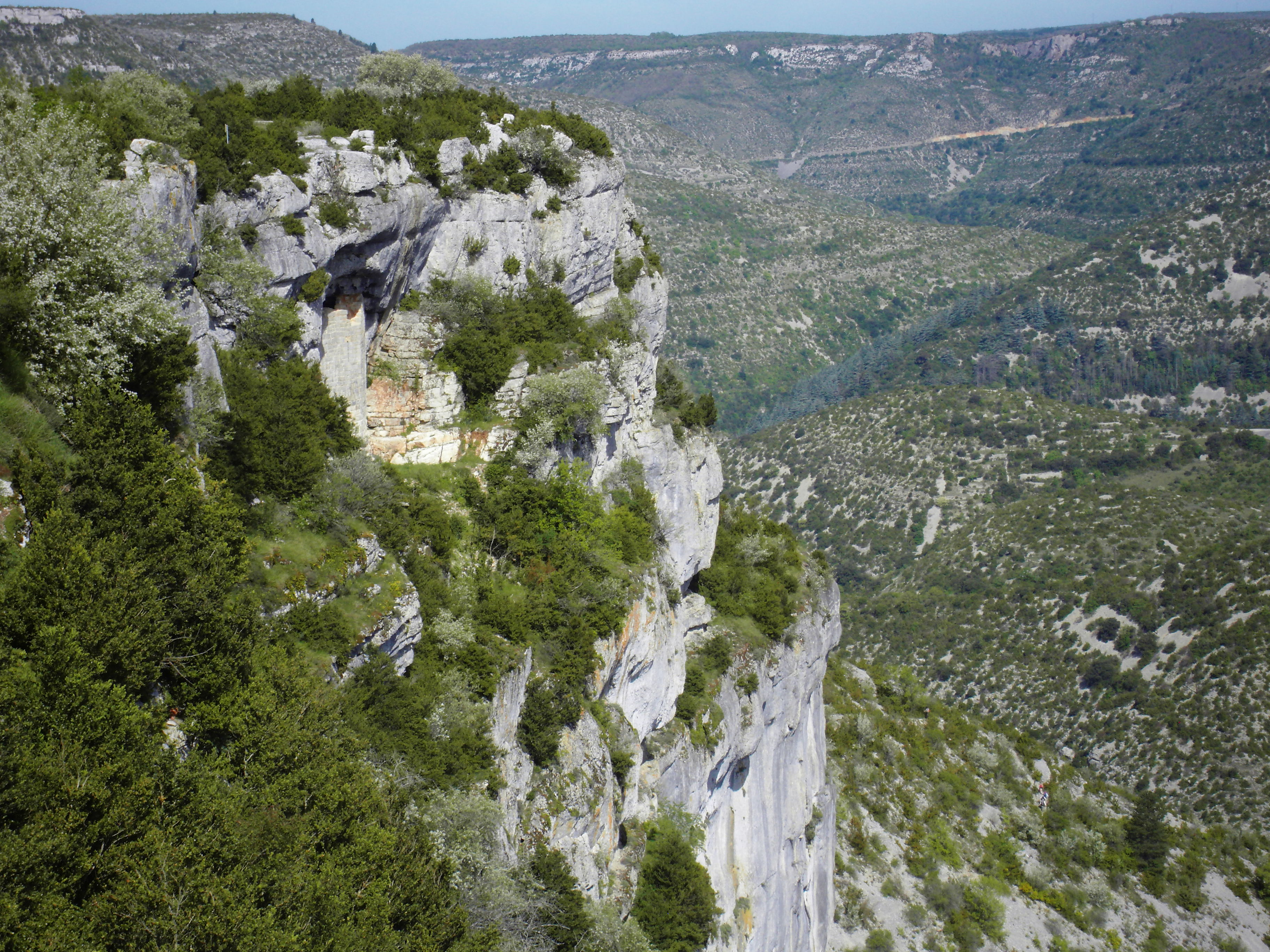
La grotte du Cingle du Fort domine le cirque de Navacelles.

Les premiers hommes ayant trouvé refuge au cirque de Navacelles se sont installés dans des grottes ou baumes s'ouvrant dans les falaises de part et d'autre du cirque, au sommet de pentes abruptes difficiles d’accès. Des vestiges de tronçons de chemins taillés par l'homme subsistent dans la partie haute des gorges, souvent bordés d'abris sous roche. Deux grottes se font face au-dessus du cirque : la grotte du Roc-du-Midi explorée par Félix Mazauric au début du XXe siècle qui ne peut être atteinte qu'avec une échelle de corde et la grotte du cingle du Fort, plus connue maintenant sous le nom de grotte des Camisards.
La grotte du Roc-du-Midi a donné les preuves de civilisations successives. Tous les âges y sont représentés : le Néolithique aux nombreux restes (vases de céramique, débris humains, silex), l'âge du bronze, l'époque gallo-romaine, le haut Moyen Âge et la Renaissance.

### L'abbaye de Gellone et le développement de Navacelles
La région sous la domination romaine, des traces de voies romaines secondaires sont visibles dans les gorges de la Vis. Ces drailles furent ensuite empruntées par les bergers et leurs troupeaux transhumants.
L'implantation du christianisme dans la région avec la création du diocèse de Lodève au Ve siècle marqua l'origine de Navacelles. Les moines furent de grands défricheurs. Ils bâtirent un domaine à Navacelles et y aménagèrent des terrasses de culture qui furent plantées en arbres fruitiers, en vignes et en oliviers.
L'histoire connue par des documents écrits commence avec les carolingiens. Des donations de terres figurent dans des chartes du cartulaire de Lodève ou de Gellone. La baume Auriol, ferme à l'emplacement de l'actuel belvédère côté Larzac, figure quant à elle dès 807 dans le testament de Guillaume de Gellone. Au cours des XIe et XIIe siècles l'abbaye de Gellone à l'apogée de sa puissance spirituelle reçut de nombreuses donations. La possession d'un fragment de la vraie croix par l'abbaye lui confère une importance reconnue par les propriétaires terriens à la recherche de protection.
Le déclin de l'abbaye de Gellone intervient à partir du XVe siècle. Ses possessions à Navacelles passent par la suite aux mains de seigneurs laïques. Cette époque voit la construction du pont sur la Vis, inscrite dans un acte notarié du 16 juin 1595 : « Il s'agit de construire un pont sur la rivière du Vis au lieu de Navacelle bon et suffisant, bien maçonné de pierre, à chaux et sable, au lieu où a été avisé entre les parties ou qui mieux aviseront propre et utile. Le pont doit être à un œil ou davantage avec des encoules comme besoin sera, large de dix pans et de toute la largeur de ladite rivière et hauteur comme pourra porter l'arc. » L'église actuelle fut construite en 1875.

## Activités

### Infrastructures

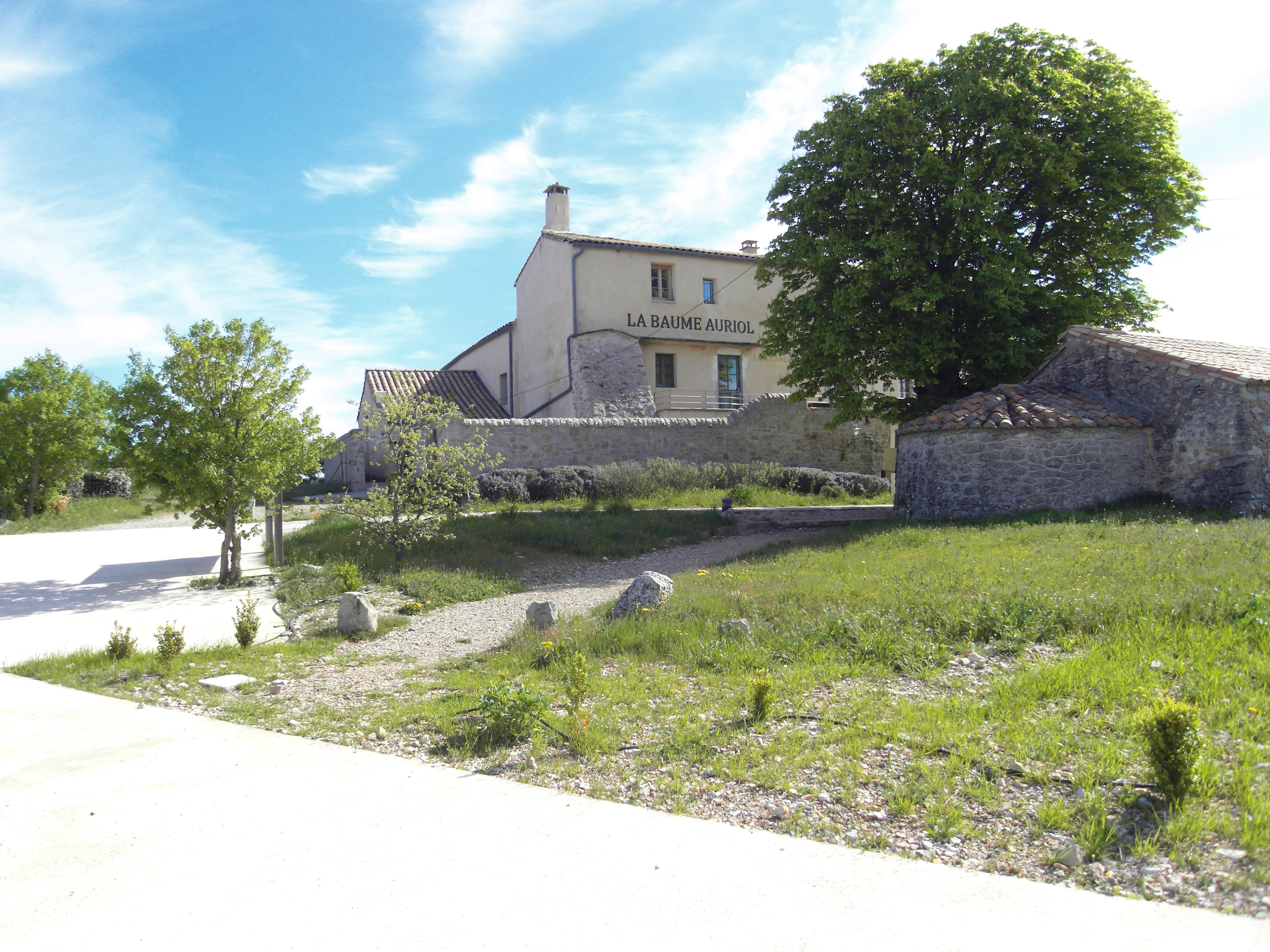
Belvédère de la Baume Auriol.

La fréquentation touristique dans le cirque, les détériorations du paysage ou de certains milieux et le dérangement de certaines espèces posent problème en période de pointe. De plus le parking du hameau de Navacelles est rapidement saturé. Le rôle des belvédères de la Baume Auriol et de Blandas est alors primordial pour la régulation des flux. Un relais grand site doit être aménagé à chaque belvédère pour y accueillir les visiteurs. Alors que celui de la Baume Auriol, installé dans un bâtiment inscrit à l'inventaire général du patrimoine culturel, est en service depuis plusieurs années, la maison de site de Blandas est installée depuis juillet 2013.

### Randonnée

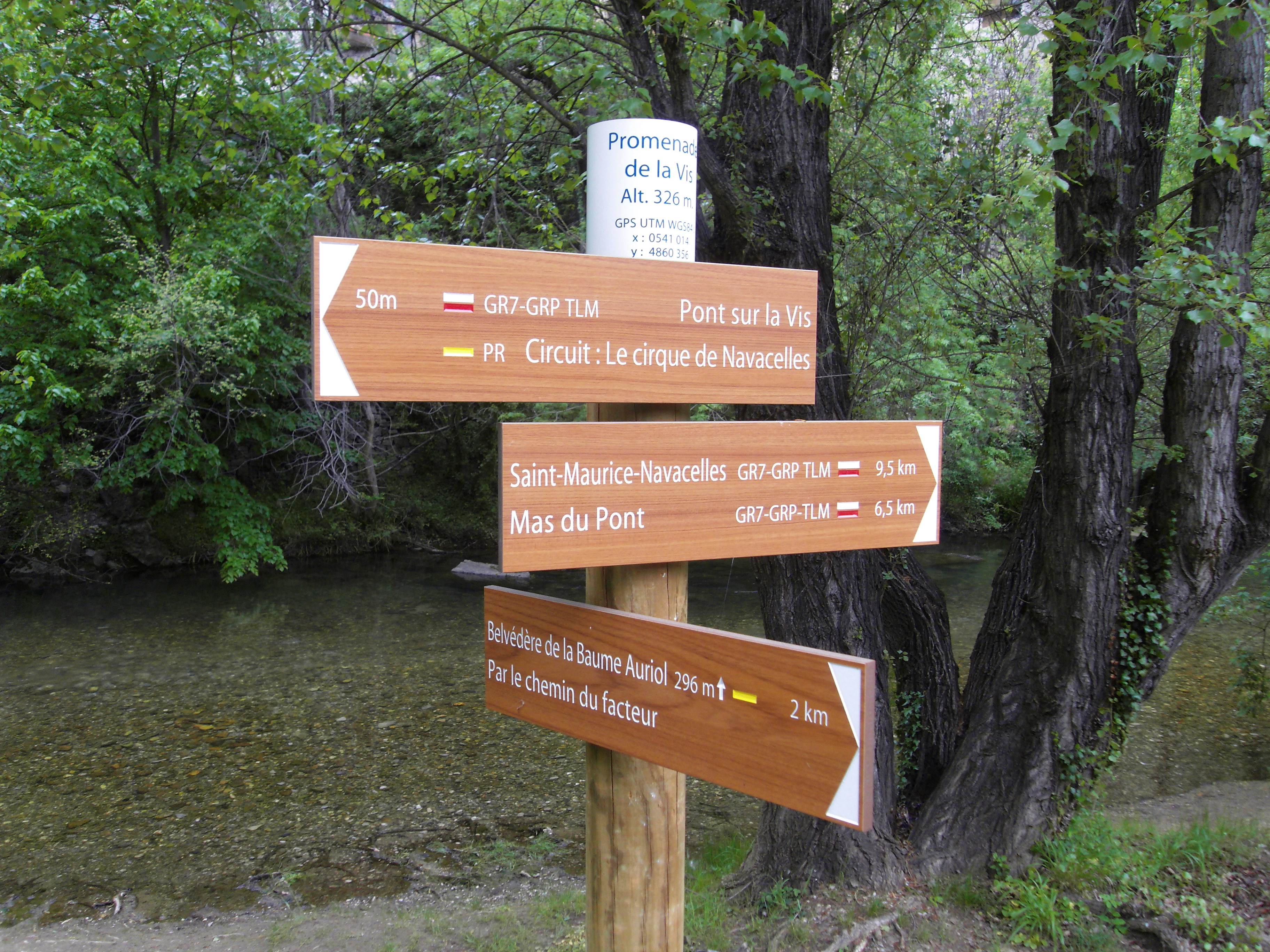
Balisage des itinéraires de randonnée dans le cirque de Navacelles.

Le cirque de Navacelles est traversé par le GR 7 qui relie le Ballon d'Alsace à Andorre-la-Vieille. Dans la section Traversée du Haut-Languedoc entre L'Espérou et le canal du Midi, Navacelles est une étape entre le causse de Blandas et le causse du Larzac.
Le chemin de Saint-Guilhem-le-Désert qui relie Aumont-Aubrac à Saint-Guilhem-le-Désert en 242 km fait lui aussi étape à Navacelles avant de rejoindre l'abbaye de Gellone en deux jours.
La boucle principale du GR de Pays Tour du Larzac méridional, longue de 102 km, passe par Le Caylar, La Couvertoirade, le pic Baudille et fait étape à Navacelles. Une boucle secondaire de 55,5 km fait elle aussi étape à Navacelles en passant par les villages de Saint-Maurice-Navacelles, Vissec, Sorbs, Saint-Michel, Saint-Pierre-de-la-Fage et La Vacquerie-et-Saint-Martin-de-Castries.
Le carto-guide Causses et gorges de la Vis - cirque de Navacelles édité par le conseil général du Gard propose sur plus de 150 km un réseau de parcours balisés sur le causse de Campestre, le causse de Blandas et les gorges de la Vis. Ce réseau permet de nombreuses possibilités de parcours reliant le cirque de Navacelles aux villages de Blandas, Vissec, Rogues et Montdardier.
Le PR Le cirque de Navacelles, édité conjointement par la Communauté de communes Lodévois et Larzac et la Communauté de communes du Pays viganais, propose un parcours de 10 km au départ de Navacelles à parcourir en 3 h 30. L'aller longe la Vis pour rejoindre la résurgence de la Foux. Le retour, à mi-pente, emprunte un ancien chemin de vignes bordé de mazets. Le parcours peut être allongé d'une heure en partant du belvédère de la baume Auriol ou du belvédère de Blandas.

### Slackline
Le 9 juin 2017, le record du monde de longueur en slackline a été battu, sur une sangle de 1 680 m, tendue au-dessus du cirque de Navacelles, entre le Gard et l'Hérault.

### Protection environnementale
Le cirque de Navacelles est concerné par deux sites Natura 2000 et une ZNIEFF.
Le site Natura 2000 « Gorges de la Vis et de la Virenque » est une zone spéciale de conservation située pour 56 % dans le département du Gard et pour 44 % dans celui de l'Hérault. Il couvre une surface totale de 5 513 ha et se situe entre 150 m et 750 m d'altitude. Le site est composé principalement de : Forêts caducifoliées pour 42 %, Forêts sempervirentes non résineuses pour 20 % et Landes, Broussailles, Recrus, Maquis et Garrigues, Phrygana pour 20 %.
Le site Natura 2000 « Gorges de la Vis et cirque de Navacelles » est une zone de protection spéciale située pour 85 % dans le département du Gard sur les communes de Alzon, Arre, Arrigas, Bez-et-Esparon, Blandas, Campestre-et-Luc, Molières-Cavaillac, Montdardier, Pommiers, Rogues, Saint-Laurent-le-Minier, Vissec et pour 15 % dans celui de l'Hérault sur les communes de Le Cros, Gorniès, Saint-Maurice-Navacelles, Sorbs. Il couvre une surface totale de 20 321 ha et se situe entre 150 m et 955 m d'altitude. Le site est composé principalement de : Pelouses sèches, Steppes pour 40 %, Forêts caducifoliées pour 15 % et Landes, Broussailles, Recrus, Maquis et Garrigues, Phrygana pour 10 %.
La ZNIEFF de deuxième génération est « Gorges de la Vis » sur 3 668 ha. L'inventaire a recensé deux espèces d'insectes, 8 espèces de mammifères, 5 espèces d'oiseaux et 21 espèces de plantes.

### Le label «Grand Site de France»
Le ministère de l’Environnement a donné son accord en 1989 pour lancer l’opération Grand Site du cirque de Navacelles. Un comité de pilotage est créé en 1990 qui lancera la première phase de l'opération et réalisera les premiers travaux. l’« Association intercommunale pour la préservation et la mise en valeur du Grand Site de Navacelles et sa région » est créée en 1995, chargée de suivre la mise en œuvre de cette opération en lien avec le comité de pilotage.
Le bilan plus que mitigé mettant en évidence de nombreux dysfonctionnements engagera une réflexion pour la mise en place d'un projet de gestion durable du territoire qui sera suivie le 21 février 2007 par la création du « Syndicat Mixte d’étude et de pilotage du Grand Site de Navacelles ». Un nouveau périmètre et un nouveau programme d’actions sont proposés. Le nouveau périmètre s'agrandit essentiellement sur le causse du Larzac, considérant les flux importants en provenance de Montpellier, de Béziers et de la côte héraultaise. Il concerne maintenant 46 163 ha, 12 communes dans leur totalité et 7 partiellement. Le syndicat mixte est composé des Conseils généraux du Gard et de l’Hérault qui financent chacun à hauteur de 34 % du budget, et des communautés de communes du Pays Viganais et du Lodévois et Larzac qui financent chacune à hauteur de 16 %. De nouvelles orientations stratégiques sont fixées qui visent à préserver le cœur du Grand Site, gérer et maîtriser la fréquentation et les flux, transmettre et révéler l’Esprit des lieux, protéger restaurer et gérer la qualité du site, impulser et partager un projet de gestion et de développement local durable en lien avec les habitants.
Le label « Grand Site de France » a été obtenu le 19 décembre 2016.

## En poésie
Jean-Guy Pilon, poète québécois, a produit le poème Navacelles, de son recueil Comme eau retenue, qui met en scène le Cirque de Navacelles.